# Dominique Pifarély
 (août 2025).
L'article doit être relu — et modifié si nécessaire — par des contributeurs indépendants pour apporter un regard critique aux contributions effectuées en violation des conditions d'utilisation de Wikipédia, tant sur la forme (notamment concernant le style encyclopédique, la proportionnalité) que sur le fond (la neutralité de point de vue, la qualité et l'indépendance des sources).
(Politique pour les contributions rémunérées | Comprendre le dépubage | En discuter)
 (octobre 2014).
Si vous disposez d'ouvrages ou d'articles de référence ou si vous connaissez des sites web de qualité traitant du thème abordé ici, merci de compléter l'article en donnant les références utiles à sa vérifiabilité et en les liant à la section « Notes et références ».
Dominique Pifarély est un violoniste, improvisateur et compositeur français né le 26 décembre 1957 à Bègles (Gironde).
Il passe son enfance à Montreuil. Il y fait ses études secondaires, ainsi que musicales au conservatoire de la ville. Il se consacre depuis 1978 au jazz et aux musiques improvisées, développant un parcours dans lequel se mêlent réalisations personnelles et collaborations choisies.
Il reçoit son premier violon à l'âge de six ans. Dans son enfance s'associent l'enseignement classique, dans sa transmission la plus vivante, et l'influence de la musique apprise "d'oreille", aux côtés de son père ; l'adolescence ajoutera la découverte du rock, des musiques traditionnelles, du jazz, et le goût de l'improvisation qui irrigue ces pratiques nouvelles.
Dès ses débuts, cette ouverture fait de lui un soliste très sollicité par la scène française et européenne[réf. souhaitée].

## Le soliste et sideman[4]
Les premières expériences, en 1977, auprès du contrebassiste Yves Torchinsky et des guitaristes Didier Roussin et Dominique Cravic le voient participer au "New Blue Four" (jazz à cordes des années 1930 aux États-Unis), et à divers projets autour du blues, de la musique cajun ou du musette. Dans le même temps, la rencontre avec le contrebassiste et chef d'orchestre Didier Levallet le projette sur la scène du jazz contemporain (le "Swing String System" à partir de 1980).
Il se produira de 1979 à 1990 en trio aux côtés de Didier Levallet et du guitariste Gérard Marais (Instants Chavirés, Open, 1981, et Eowyn, Label Bleu, 1987).
Il rejoint en 1982 le big band Pandémonium de François Jeanneau, où il rencontre Daniel Humair, Henri Texier, Jacques Di Donato, Marc Ducret, Jean-Paul Celea, François Couturier...
Il se produit également à partir de 1982 avec Patrice Caratini, Marc Fosset et Marcel Azzola.
En 1983, il participe à la création de La Bande à Badault (avec Denis Badault, Lionel Benhamou, Michel Godard, Andy Emler, Emmanuel Bex, François Chassagnite, Denis Leloup, etc.).
En 1984, c'est au "Celea-Couturier Group" qu'il se joint, en compagnie du batteur François Laizeau.
Toujours en 1984, il participe à la création et à l'enregistrement de On Duke's Birthday du compositeur anglais Mike Westbrook, et sera les années suivantes l'invité régulier du Mike Westbrook Orchestra.
De 1984 à 1992, il sera également aux côtés d'Eddy Louiss dans différentes formations, du trio (avec les batteurs Paco Sery ou Mokhtar Samba) au grand ensemble Multicolor Feeling.
À partir de 1985, c'est un compagnonnage régulier avec Louis Sclavis, d'abord en quintette (Chine, IDA records, Rouge, ECM), puis en septette (Chamber Music, IDA, 1997), en sextette (Ellington on the air, IDA, Les Violences de Rameau, ECM). Ensemble, ils fondent en 1992 le Sclavis-Pifarély Acoustic Quartet.
En 1986, il séjourne à Vienne (Autriche) pendant plusieurs semaines et prend part, au sein du Vienna Art Orchestra de Matthias Rüegg, à la création du spectacle Sens pour les Wiener Festwochen.
En 1988, il tient le rôle d'un musicien de scène et de studio dans le film L'étudiante de Claude Pinoteau.
De 1990 à 1995, il participe au trio de Martial Solal en compagnie de Patrice Caratini.
Dans la première décennie des années 2000, il jouera régulièrement dans le quartette du pianiste Joachim Kühn, avec Daniel Humair et Jean-Paul Celea ou Bruno Chevillon.
Il fait partie, en 2007-2008, du groupe Next du saxophoniste François Corneloup.
Plus récemment, il participe aux projets du bassiste et compositeur irlandais Ronan Guilfoyle, du contrebassiste portugais Hugo Carvalhais, du contrebassiste espagnol Baldo Martinez, du trio Tria Lingvo en Allemagne...
De nombreuses rencontres l'ont conduit à se produire en compagnie de bien d'autres musiciens de tous horizons : Michel Portal, Jacky Molard, Henri Texier, Jean-François Vrod, Bernard Lubat, Pierre Favre, Rabih Abou Khalil...

## Le compositeur et chef d'orchestre[4]
Son premier quartet, en 1986, comprend François Couturier (piano, claviers), ainsi que Heiri Känzig (basse, contrebasse) et Wolfgang Reisinger (batterie), rencontrés à Vienne (Insula Dulcamara, Nocturne, 1988).
Il enregistre Oblique (IDA) en 1992 avec son deuxième quartet, composé de François Couturier, Riccardo Del Fra (contrebasse) et Joël Allouche (batterie).
Le Sclavis-Pifarély Acoustic Quartet (avec Bruno Chevillon et Marc Ducret) est créé en 1992 et se produira jusqu'en 1997 dans les principaux festivals de jazz européens, ainsi qu'au Canada et au Japon (Acoustic Quartet, ECM, 1993).
Il crée en 1995 « Tribulations », un sextet composé de Chris Biscoe (sax., clar. alto), Yves Robert (tromb.), Michel Godard (tub.), Wolfgang Reisinger (batt.) et Noël Akchoté (guit.).
Puis il entame en 1996 un dialogue avec François Couturier, concrétisé par l'enregistrement de Poros (ECM, 1997). En 2002, ils font appel au haute-contre Dominique Visse pour un cycle sur la poésie de Jacques Dupin, André du Bouchet et Paul Celan (Impromptu, Poros éditions, 2008).
Dominique Pifarély crée en 2000 sa propre compagnie, Archipels-Cie Dominique Pifarély, qui portera désormais son travail de leader et de compositeur.
La première création de la compagnie, "Anabasis", réunit en 2002 François Couturier, Vincent Courtois (violoncelle), Michel Godard, François Corneloup (sax. bar.), Eric Groleau (batt.), un chœur de chambre et les comédiens Violaine Schwartz et Pierre Baux.
L'ensemble Dédales (9 musiciens) est créé en 2005 (Nommer chaque chose à part, Poros édition, 2009, et Time Geography, Poros éditions, 2013).
Il forme en 2007 un trio avec Julien Padovani (orgue, Fender Rhodes) et Eric Groleau (batterie).
En 2009, il réunit le quartet "Out of joint", avec Tim Berne (sax. alto), Craig Taborn (piano) et Bruno Chevillon (contrebasse).
Entamé auprès du metteur en scène Gilles Zæpffel (Hommage au Grand Théâtre, Liban, 1997 / Nuits guerrières, Liban, 1998 / Aspect extérieur, Paris, 2002), poursuivi avec Anabasis ou François Couturier et Dominique Visse, son travail autour de textes, qui marque son attachement à la poésie et à la littérature, devient une part importante de son activité. Il travaille ainsi à des lectures/performances en compagnie de l'écrivain François Bon et des comédiens Violaine Schwartz et Pierre Baux, ou encore avec l'auteure Claude Favre.
Écrit et dit par François Bon, le texte "Peur" est créé en 2007 (Peur, Poros éditions, 2007).
"Après la révolution", sur un texte de Charles Pennequin, fait appel à Pierre Baux.
En 2010, c'est "Formes d'une guerre" qui voit le jour, spectacle musique/texte/photographie autour du traitement numérique en temps réel, en compagnie de François Bon, Michele Rabbia et Philippe De Jonckheere,.
Il développe aujourd'hui son travail d'improvisateur dans des récitals en solo, ou en duo avec Vincent Courtois.
Il se consacre également à l'improvisation avec traitement numérique en temps réel, en solo ou en duo avec Michele Rabbia.
Il continue à écrire pour l'ensemble Dédales — parution du CD Time Geography en 2013.
En 2014, il monte un quartet composé d'Antonin Rayon (piano), Bruno Chevillon (contrebasse) et François Merville (batterie).
Régulièrement présent sur les scènes européennes, il se produit également aux États-Unis, au Canada, au Japon, en Amérique latine, en Inde, au Moyen-Orient ou en Afrique.
Ayant à cœur de transmettre ces pratiques plurielles, il mène de 1999 à 2012 une activité de formateur au sein du C.F.M.I. de Poitiers, et anime régulièrement stages et master classes.

## Discographie[7]
Comme leader ou co-leader :
- 1981, Instants chavirés, Didier Levallet/Gérard Marais/D.Pifarély, Open OP17
- 1987, Eowyn, Didier Levallet/Gérard Marais/D.Pifarély, Label Bleu
- 1988, Insula Dulcamara, D.Pifarély, Nocturne
- 1992 : Oblique[8], D.Pifarély, IDA 034
- 1993, Acoustic Quartet, Louis Sclavis/D.Pifarély, ECM 1526
- 1996, Icis, D.Pifarély/C.Zingaro, In Situ 167
- 1997, Poros, D.Pifarély/François Couturier, ECM 1647
- 1997 : Dominique Pifarély, Noël Akchoté, Tony Marsh – 1997 Paris[9]
- 2005, Instants retrouvés[10], D.Levallet/G.Marais/D.Pifarély, L’Allan (tirage limité)
- 2008 : Impromptu[11], D.Pifarély/F.Couturier/Dominique Visse, Poros éditions ACDP 001
- 2008 : Dominique Pifarély Trio[12], D.Pifarély/Julien Padovani/Éric Groleau, Poros éditions ACDP 002
- 2008 : Peur[13], D.Pifarély et François Bon, avec François Corneloup, E.Groleau et T.Balasse, Poros éditions ACDP 003
- 2009 : Nommer chaque chose à part[14], D.Pifarély "Ensemble Dédales", Poros éditions ACDP 004
- 2010, Prendre corps (récital Ghérasim Luca), D.Pifarély (violon) et Violaine Schwartz (voix), Poros éditions ACDP 005
- 2013 : Time geography[15], D.Pifarély "Ensemble Dédales", Poros éditions AC26DP
- 2015, Time before and time after, Dominique Pifarély Solo, ECM Records, ECM 2411
- 2016, Tracé Provisoire, Dominique Pifarély Quartet, ECM Records, ECM 2481
- 2017, Asian Fields Variations, Louis Sclavis / Dominique Pifarély / Vincent Courtois, ECM Records
- 2021 : Nocturnes[16], Dominique Pifarély Quartet, Clean Feed Records
- 2021, Suite : Anabasis[17], Dominique Pifarély, Jazzdor series

avec Louis Sclavis :
- Danses et autres scènes (Louis Sclavis - Label Bleu)
- Dans la nuit (restauration du film de Charles Vanel de 1929 - Louis Sclavis - Ecm)
- Les Violences de Rameau (Louis Sclavis sextet - Ecm 1588)
- Rouge (Louis Sclavis quintet - Ecm 1458)
- Ellington on the air (Louis Sclavis sextet - Ida 032)
- Chamber Music (Louis Sclavis septet - Label Bleu)
- Chine (Louis Sclavis quintet - Label Bleu)

avec Aki Takase :
- Flying soul (La Planète Quartet : Aki Takase, Louis Sclavis, Vincent Courtois, Dominique Pifarély - Intakt)

avec Marc Ducret :
- Qui parle ? (Marc Ducret - Sketch)
- Tower, vol; 2 (Marc Ducret - Ayler records)
- Marc Ducret "Tower Bridge" (Ayler records)

avec Michele Rabbia et Stefano Battaglia :
- Atem (Stefano Battaglia, Michelle Rabbia, Michel Godard, Vincent Courtois, Dominique Pifarély - Splash)
- Raccolto (Stefano Battaglia, Michelle Rabbia, Dominique Pifarély - Ecm 1933/34)
- re:Pasolini (Stefano Battaglia – ECM 1998_99)

avec Tim Berne :
- Insomnia (Tim Berne, Baikida Carroll, Chris Speed, Dominique Pifarély, Erik Friedlander, Jim Black, Marc Ducret, Michael Formanek - Cleanfeed)

avec François Corneloup :
- Next (François Corneloup, Hope street - nato)

avec Hugo Carvalhais :
- Particula (Hugo Carvalhais - Cleanfeed)
- Grand Valis (Hugo Carvalhais – Cleanfeed)

avec Didier Levallet :
- Paris-suite (Didier Levallet Super String System - Evidence)
- Eurydice (Didier Lavallet Swing String System - Evidence)

avec Vincent Courtois :
- Pleine lune (Vincent Courtois - Nocturne)
- The fitting room (Vincent Courtois, Marc Ducret, Dominique Pifarély - Enja)

avec Eddy Louiss :
- Sang mêlé (Eddy Louis - Nocturne)
- Multicolor feeling (Eddy Louiss Multicolor feeling - Nocturne)
- Multicolor feeling + fanfare Live (Eddy Louiss Multicolor feeling – Nocturne)

avec Mike Westbrook :
- On Duke's birthday (Mike Westbrook Orchestra - Hat Hut)
- The Orchestra of Smith's Academy (Mike Westbrook Orchestra - Enja)

avec Denis Badault :
- En vacances, au soleil (La bande à Badault - Label Bleu)

avec Gérard Marais :
- Est (Gérard Marais - Hopi)

avec Andreas Willers :
- The ground music (Andreas Willers octet - Enja)
- Montauk[18] (Andreas Willers - Between the lines)

avec le Celea-Couturier group :
- Black moon (Jean-Paul Celea, François Couturier, François Laizeau, Dominique Pifarély - Blue silver)

avec Rabih Abou Khalil :
- Yara (Rabih Abou Khalil, Nabil Khayat, Vincent Courtois, Dominique Pifarély - Enja)

avec Dominique Cravic :
- Cordes et lames (Dominique Cravic, Didier Roussin, Francis Varis, Yves Torchinsky and many others - Jazz in Paris HS vol.11)

avec Safi Boutella :
- Mejnoun (Safi Boutella - Indigo)

Avec Eric Plandé
- 2003 : Jails Of Innocence[19]

## Télévision
- 2023 : Le Temps des paysans